# HD243665
HD243665 є хімічно пекулярною зорею спектрального класу
B8 й має видиму зоряну величину в смузі V приблизно 10,8.